# Jeu de billes
Pour les articles homonymes, voir bille.
 (mars 2016).
Si vous disposez d'ouvrages ou d'articles de référence ou si vous connaissez des sites web de qualité traitant du thème abordé ici, merci de compléter l'article en donnant les références utiles à sa vérifiabilité et en les liant à la section « Notes et références ».

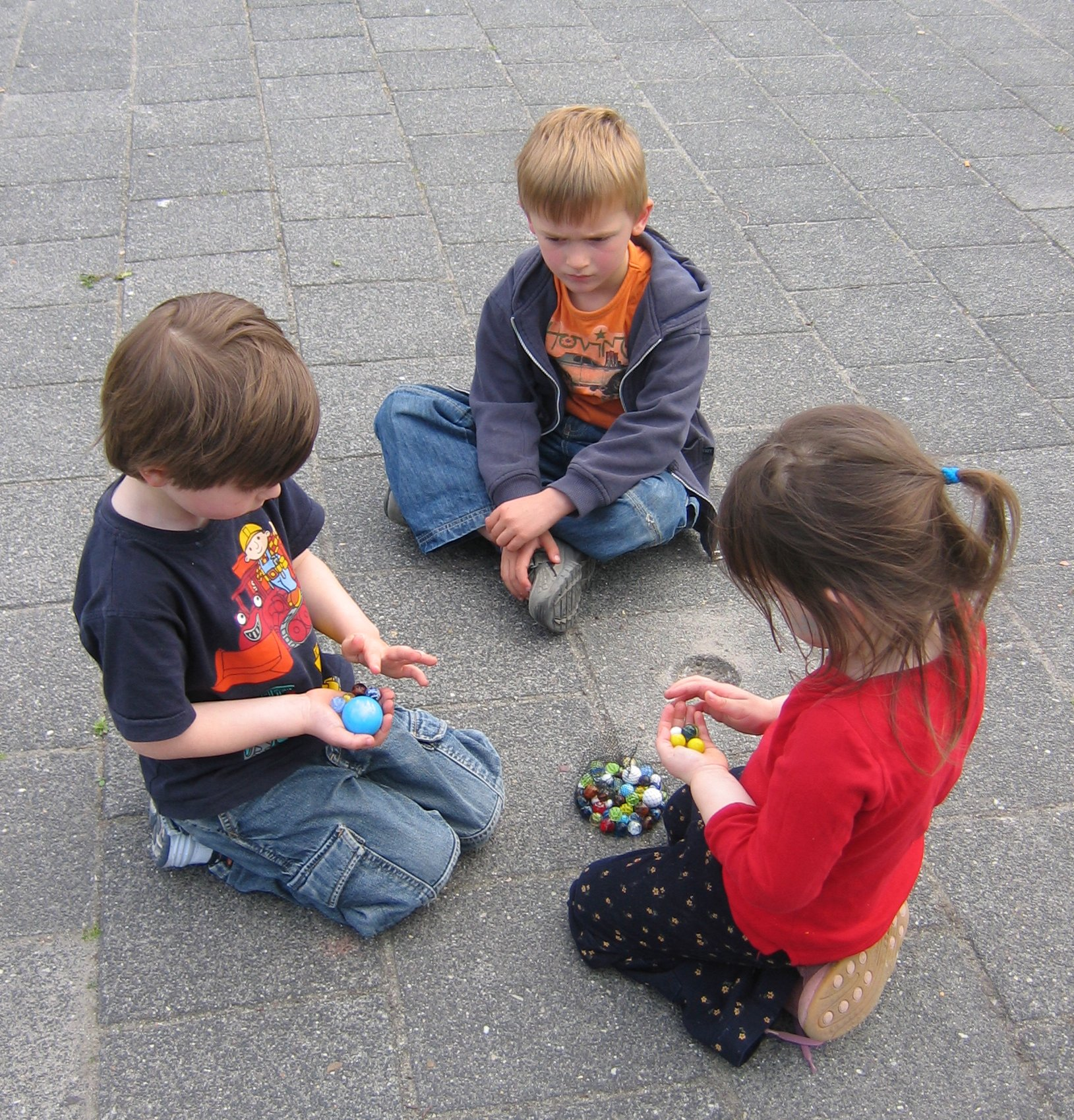
Enfants jouant aux billes.

Le jeu de billes est un jeu très courant dans les écoles. La façon la plus classique d'y jouer consiste à lancer sa bille sur celle de l'adversaire afin de l'obtenir. La collection et la recherche de billes rares jouent un rôle important dans le jeu. Le jeu de billes est répertorié à l'Inventaire du patrimoine culturel immatériel en France depuis 2012.

## Histoire

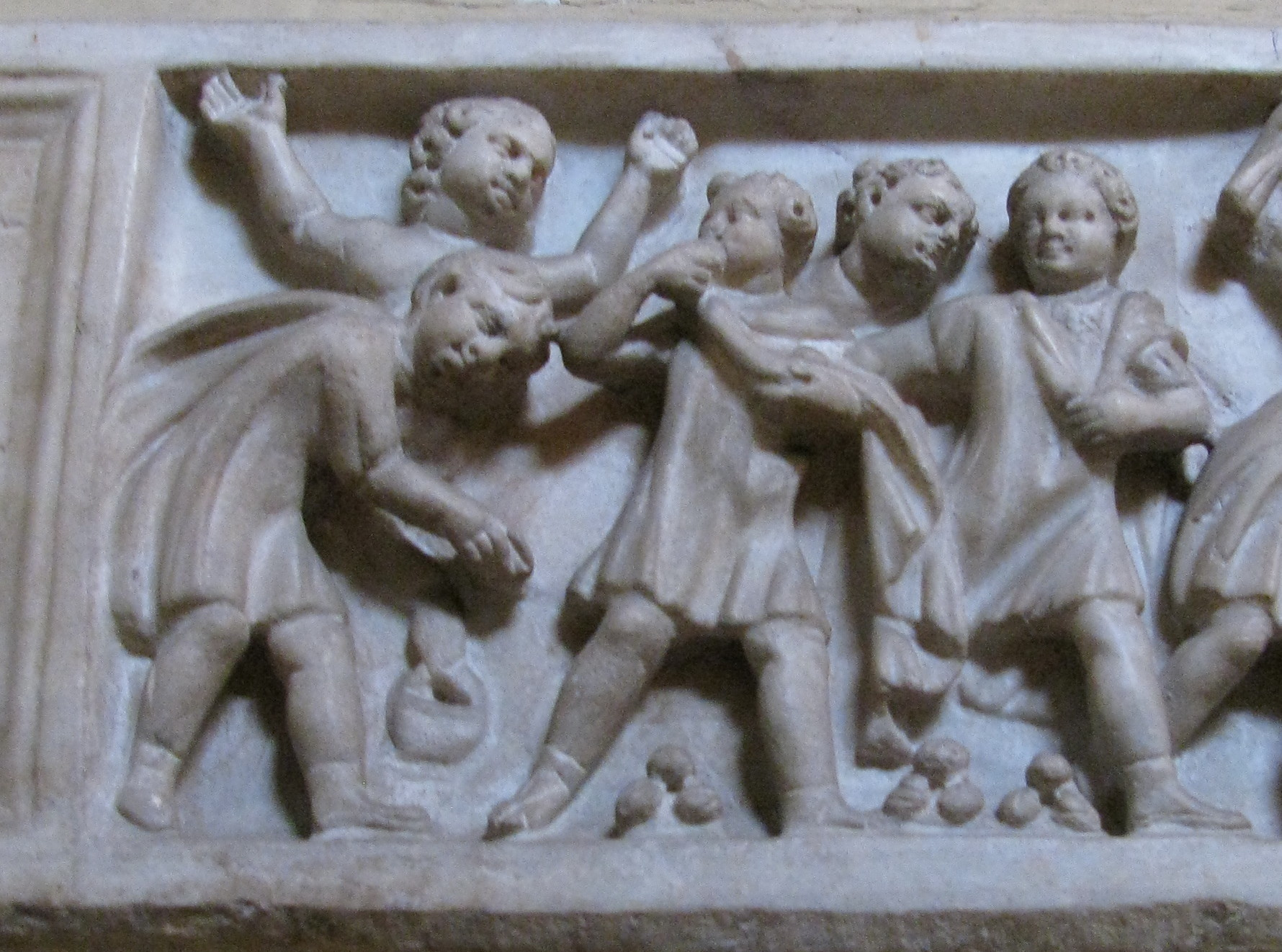
Enfants romains jouant aux noix, détail d'un sarcophage d'enfant vers 270-300. Musée Pio Clementino, Vatican.

L'origine du jeu de billes reste inconnue. Des billes d'argile ont été découvertes dans des tombes égyptiennes datant du début du IIIe millénaire mais il est difficile de faire un lien avec le jeu. La première apparition connue du jeu semble remonter à la Grèce antique où l'on pratiquait la τροππα / troppa ; le but du jeu était de lancer un maximum de petits objets ronds dans un trou. Pareillement, les Romains jouaient aux noix (nucibus ludere) ou à l'orca, jeu où il fallait lancer des noix ou des noisettes dans un vase ou un cornet à dés (orca en latin).
Entre le Moyen Âge et la Renaissance, la bille devient un objet artisanal en verre. Certains maîtres verriers vénitiens auraient en effet produit des billes au XIVe siècle,. En bois ou métal, de forme grossièrement sphérique, elles sont alors appelées gobilles. Toutefois, malgré cette évolution progressive de la bille, ce n'est qu'au XVe siècle que les jeux s'organisent et que les règles se mettent en place, de façon orale.
Au XVIIIe siècle, les billes s'arrondissent parfaitement. Les matériaux de fabrication, quant à eux, se multiplient ; tout d'abord en terre, la bille peut également être de verre, de pierre, d'agate, de marbre, etc.

## Règles
Il existe beaucoup de façons de jouer aux billes. Le but du jeu peut être de lancer ses billes dans un trou ou de les lancer sur d'autres billes.
Les règles du jeu de billes se transmettent oralement, et font partie de la culture enfantine.

### Jeu conventionnel
Le premier à jouer lance sa bille le plus près possible du trou. Le deuxième fait de même. Si les deux billes entrent dans le trou la première fois, on recommence au début. Sinon à tour de rôle les joueurs essayent de rentrer une bille dans le trou à l'aide de son doigt. S'il réussit il rejoue, s'il ne réussit pas c'est à l'autre. Le joueur qui fait rentrer les deux billes gagne. Si chacun fait entrer une bille, cela fait égalité. On a parfois le droit de tirer directement et de mettre des murs.
Il existe également une variante dans laquelle le gagnant est celui qui fait rentrer la dernière bille en jeu dans le trou.

### La tic
La règle de la tic, ou tiquette (Ouest de la France), est très simple. Celui qui arrive à toucher la bille de l'autre gagne. Et on peut faire des paris : quand on touche la bille de l'autre, on gagne la bille de l'adversaire. La partie de bille est alors une "vraie" ; sans pari, on joue "à la fausse".

### La poursuite
Elle se joue à deux, il faut tracer un circuit. Un joueur lance une bille devant lui. L'autre joueur lance la sienne. Le premier à être arrivé au bout du circuit gagne la bille de l'autre.

### L'enclos
Un jeu pour plusieurs joueurs. Tracez deux cercles - un cercle de 20 cm de diamètre appelé l' "enclos" et autour de ce dernier, un cercle de 3,5 m de diamètre appelé la "barrière".
Chaque joueur dépose une ou plusieurs billes dans l'enclos. Le premier joueur tire un calot, de n'importe quel point en direction de l'enclos. Les billes qu'il chasse de l'enclos deviennent sa propriété. S'il ne capture aucune bille, son calot demeure où il se trouve à condition qu'il soit à l'intérieur de la barrière et à l'extérieur de l'enclos. S'il se trouve dans l'enclos, il doit le ramasser et payer une bille à l'enclos.
Les joueurs suivants peuvent tirer en direction de l'enclos ou du calot d'un adversaire. Si un calot touche un autre calot, le propriétaire du calot touché doit payer une bille à l'enclos. En plus de cette amende, le propriétaire du calot touché doit céder toutes les billes qu'il a capturées au cours de la partie au propriétaire du calot qui a touché le sien.

### La capite
Un jeu pour quatre joueurs normalement. Aux quatre coins d'un carré d'environ 1,5 m de côté, on creuse le sol sur environ 10 cm de diamètre et quelques centimètres de profondeur (un « pot »), et au centre du carré, on creuse un trou de la taille d'une bille (« le mille »). Les quatre joueurs partent des pots et cherchent à conquérir le mille et les pots adverses.

### La clotte

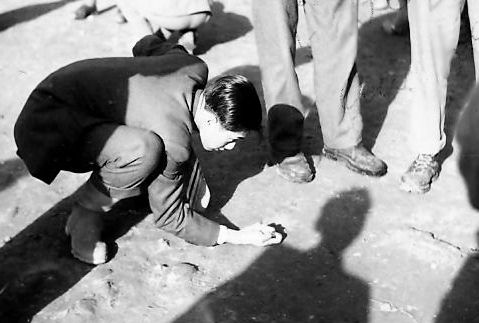
Un joueur de clotte.

Nom originaire du Béarn ou de la Vendée, venant du catalan, signifie le trou, le creux, la grotte…
Hautement stratégique, véritable jeu d'échecs de la bille, la clotte, qui tient à la fois du golf et du billard, se pratique sur un terrain quelconque, plus ou moins accidenté, entre un nombre variable de joueurs, individuellement ou par équipes. La clotte proprement dite, d'où le jeu tire son nom, est un creux dans le sol que chaque joueur tentera d'atteindre pour gagner un point, et un tour supplémentaire à jouer.

La particularité de la clotte est qu'un joueur dont la bille frappe celle d'un autre peut compter autant de points que le nombre de pieds (au sens propre) qui sépare sa bille de celle de son adversaire. Ce jeu exige donc une force et une technique particulières lors du lancer de la bille, lequel doit se faire uniquement avec le pouce, sans aucun mouvement de la main.

Si la bille d'un joueur entre dans « la clotte », celui-ci gagne un point et un tour supplémentaire à jouer. Le score atteint par un joueur lui donne également certains avantages, c'est-à-dire qu'il peut s'avancer avant de tirer d'une distance d'une main (à 12 points), de deux mains (à 42 points), voire de trois mains (à 72 points).
Le gagnant est le premier qui atteint 100 points.

Ce jeu était pratiqué par les élèves à Maslacq et à Clères, durant les années 1940-1950.

## Expressions liées aux billes
- bande de trouvaille : utilisée lorsqu'on est le premier à apercevoir une bille égarée et que l'on veut s'en affirmer le propriétaire.
- la chique : expression désignant l'acte pendant lequel le joueur  lance sa bille et la touche.
- queuter (à la clotte) : abuser, soit en avançant exagérément sa main avant de lancer sa bille, soit en allongeant subtilement la distance mesurée lorsque le joueur a droit à une, deux ou trois mains.
- carreau (à la clotte) : lorsque la bille d'un joueur frappe celle d'un autre et reste sur place.
- Quiner, quiner à sec : gagner une bille sur son adversaire, tout lui prendre.

## Types de billes
Les billes à jouer peuvent être de tailles différentes, communément de 8 mm à 7 cm de diamètre. Elles portent des noms différents en fonction de leur taille et des régions et en fonction des périodes :
| Diamètre (mm) | Noms                                                                                            |
| ------------- | ----------------------------------------------------------------------------------------------- |
| 8             | mini bille                                                                                      |
| 16            | bille, normale, bélier, tétine À la Réunion : kanettes En gallo : canettes En breton : kanetenn |
| 20            | mini calot                                                                                      |
| 25            | calot, boulet, maxi boulets, berlon, galot, bisquaillin, tacot À la Réunion : calous            |
| 35            | boulard                                                                                         |
| 42-45         | mammouth, aigle, maxi boulard, baleine, caille, bigaro À la Réunion : gros calous               |
| >45           | triard                                                                                          |

### Classiques

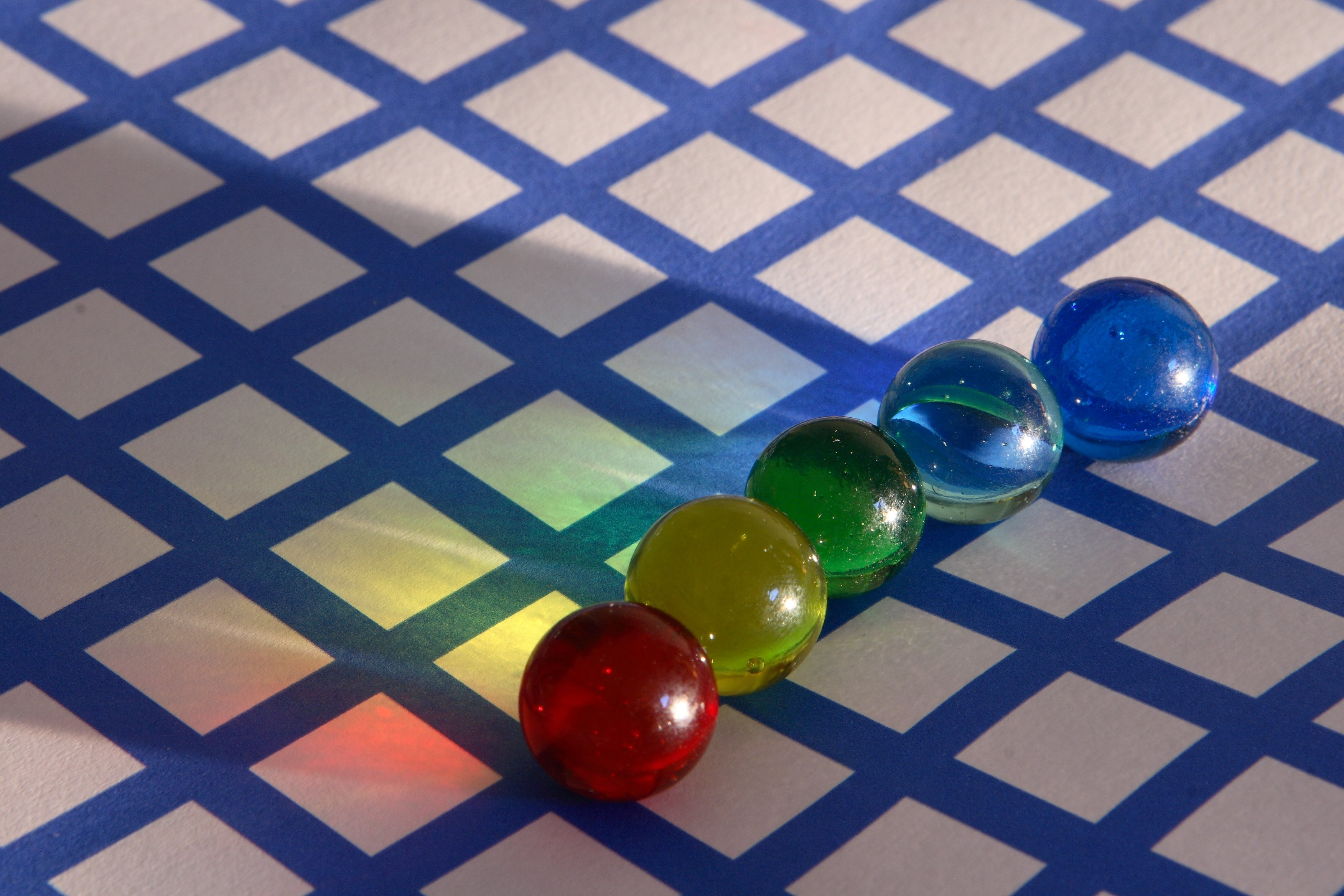
Billes en verre.

Les billes classiques sont faites de verre plus ou moins teint, décorées en leur centre par une ou plusieurs bandes colorées que l'on aperçoit par transparence. Certaines billes sont faites de verre multicolore, plus ou moins opaque, pouvant aller jusqu'à l'apparence de la porcelaine. D'autres, qui commencent à prendre plus de valeur, sont faites de terre cuite vernie.
En fonction de leur décor et de leur conformation, elles portent souvent un nom :
| - l’abeille - l’agate - l’araignée - l’arc en ciel - l’ASM - le barouleau - la basket-ball - la bulle d’eau - le canari - le caramel - le chien - la cartache / le maillet (en Belgique: grosse bille de verre ou de plomb) - la condor - la crème - la cuivre - le cyclone - la danseuse - l'équinoxe - l’essence | - l'œil de chat (ou bisco) - la fleur - la galaxie - le tacot - la givrée - la goutte d'eau ou la fantome - le hibou - le lion - la loupe - la mer bleue - la neptune bleue - la neptune rouge - l’océan - l’œuf (qui a l’une des plus grandes valeurs) - l’ozone - la porcelaine - la poisson clown | - la pépitée ou pépite - le perroquet - la pétrole - la Saturne - la Schtroumpf - la Sibérie (La plus rare) - la spaghetti - la speedy - la spider - la terre - le tigre - la tornade - la tourbillon - le trou noir - la laiteuse (ou l'Américaine) - la métal - la montgolfière - la clown - l'escargot | - la tourbillon - la berlingot |

- Masto
- king
- patate
- petite bille
- éléphant
- baleine
- soleil
- galaxie
- lune

### En verre pépite
Il existe aussi des billes dites « pépites » parce qu'agrémentées de petits grains colorés.

### Chinoises
Les billes plates sont appelées « billes chinoises » : elles se présentent en fait comme une sorte de palet, et peuvent servir de décoration dans un aquarium.

### Billes de terre
Créée en 1876 dans la Drôme par Alexandre Barral, la société familiale commença par fabriquer des billes en pierre, avant de se lancer en 1928 dans la production de billes en terre cuite. Celle-ci cesse en 1935 et durant la Seconde Guerre mondiale, la pénurie de combustible conduisant à abandonner la cuisson. Les billes sont désormais fabriquées avec un mélange de chaux et de ciment artificiel, mais on continue de les appeler billes en terre. Face à la concurrence des billes en verre d'origine asiatique ou américaine, les Barral sont contraints à fermer l'usine en 1984. De 1985 à 1998, la bille reste présente dans la région par l'intermédiaire du musée qui lui est consacré, exploité par la famille Guilhot, propriétaire du bâtiment. En 1998, Monsieur Desbois relance la production de billes en terre en créant la société Billes et Traditions, mais des difficultés économiques le contraignent à fermer fin février 2009. L'usine a été rachetée (machines et savoir-faire) par M. Yves Renou et s'est installée près de Limoges, à Saint-Maurice-les-Brousses, en Haute-Vienne, depuis mars 2009.
Au sein du bâtiment d'origine à Mirabel-et-Blacons, le musée de la bille est aujourd'hui géré par l'association « L'Usine à Billes », qui a pour but sa réhabilitation et la rénovation du bâtiment. Il retrace l’histoire des fabriques drômoises (Saoû, Cobonne et Mirabel-et-Blacons) qui ont été les principales usines françaises de billes à jouer.

## Collection

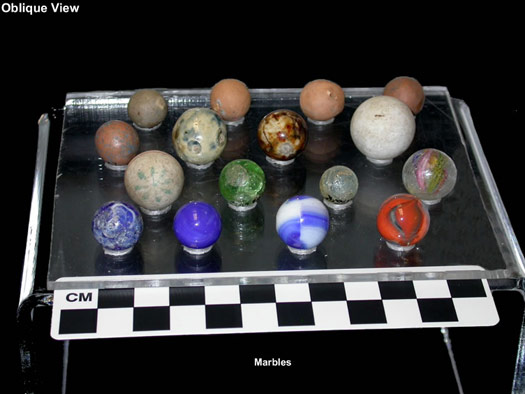
Collection de billes historiques.

La collection de billes est un passe-temps apprécié par des milliers de personnes dans le monde.
Les billes sont classées par de nombreux facteurs, comme l'état, la taille, le type, le fabricant ou l'artisan, l'âge, le style, les matériaux, la rareté, et l'existence d'emballage d'origine. Une bille de valeur est essentiellement déterminée par son type, sa taille, et son charme, tout ceci associé à la loi de l'offre et la demande. Les billes rares peuvent avoir autant de valeur que celles qui sont de très bonne qualité. Les dégâts de surface (caractérisés par le manque de verre, comme les copeaux ou les puits) réduisent généralement la valeur de 50 % ou plus.
En raison du marché important, il existe de nombreuses activités dérivées qui ont vu le jour, tels que la vente de nombreux livres et guides, des sites web consacrés à des enchères en direct de billes seulement, et des rassemblements de collectionneurs. En outre, de nombreux artisans produisent des billes de verre réservées aux collectionneurs, avec certaines ventes qui atteignent des centaines de dollars.

## Fabrication

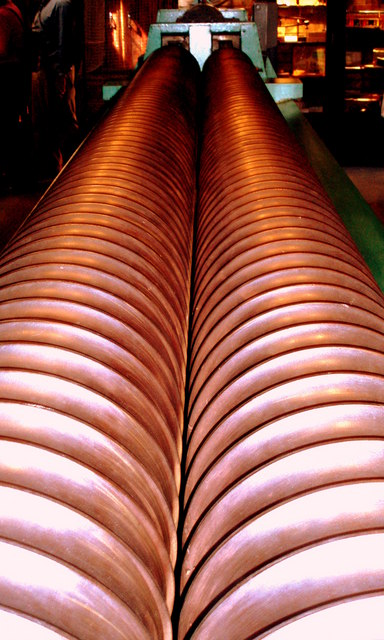
Machine de production de billes américaine.

Les billes sont fabriquées en utilisant différentes techniques. Les types de fabrication peuvent être classées en deux catégories générales : faits à la main et faits à la machine. À l'origine, toutes les billes étaient faites à la main. Les billes en pierre ou en ivoire peuvent être façonnées par broyage.
D’après Corinne Jacquemin, les États-Unis produiraient un million de billes par jour. Selon Bernard Jame, les Français achèteraient 53 millions de billes par an.

## Aspect culturel
Pendant les années de pénurie, sous l'Occupation, les billes en terre étaient courantes et ordinaires, parfois dédaignées. Les billes en verre leur étaient nettement préférées. Après 1942, les billes sont devenues en certains lieux si rares qu'on ne jouait plus qu'avec des noyaux de cerises. Ailleurs, on pouvait jouer avec des billes de galle de chêne, bien qu'elles fussent trop légères.

### Œuvres artistiques
- Slice o' Marble Pie, une sculpture en verre d'art contemporain de Jody Fine[9]
- Les Garçons de la rue Paul à Budapest, inspirée du roman de Ferenc Molnar.

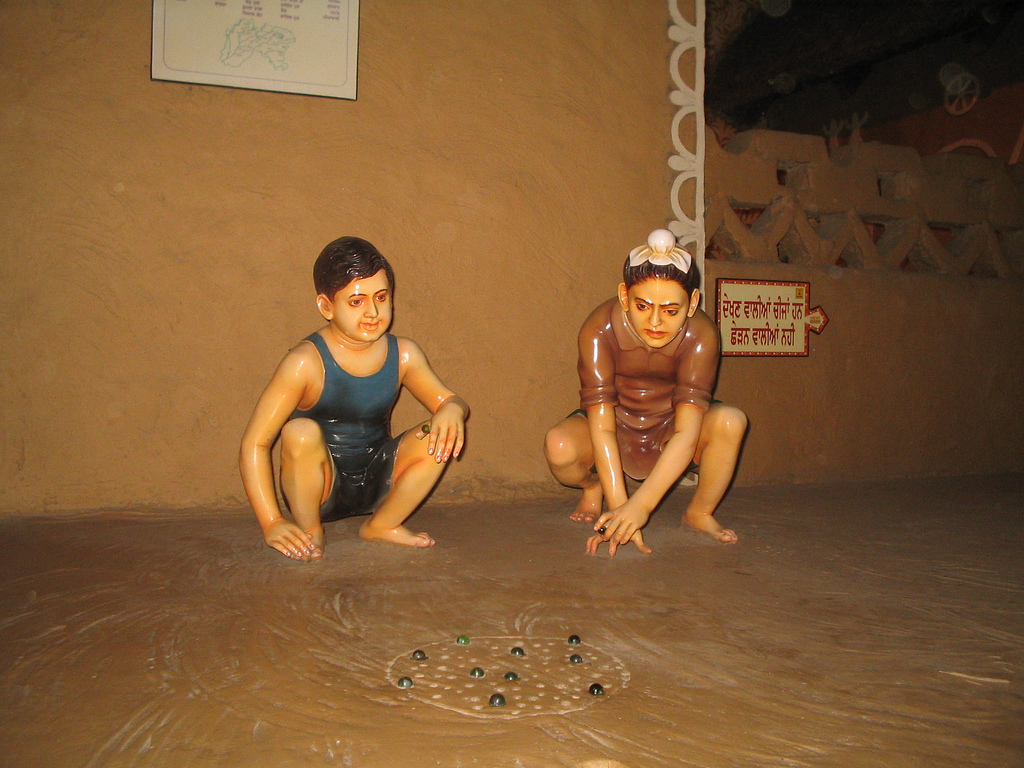
Sculpture représentant des enfants jouant aux billes.
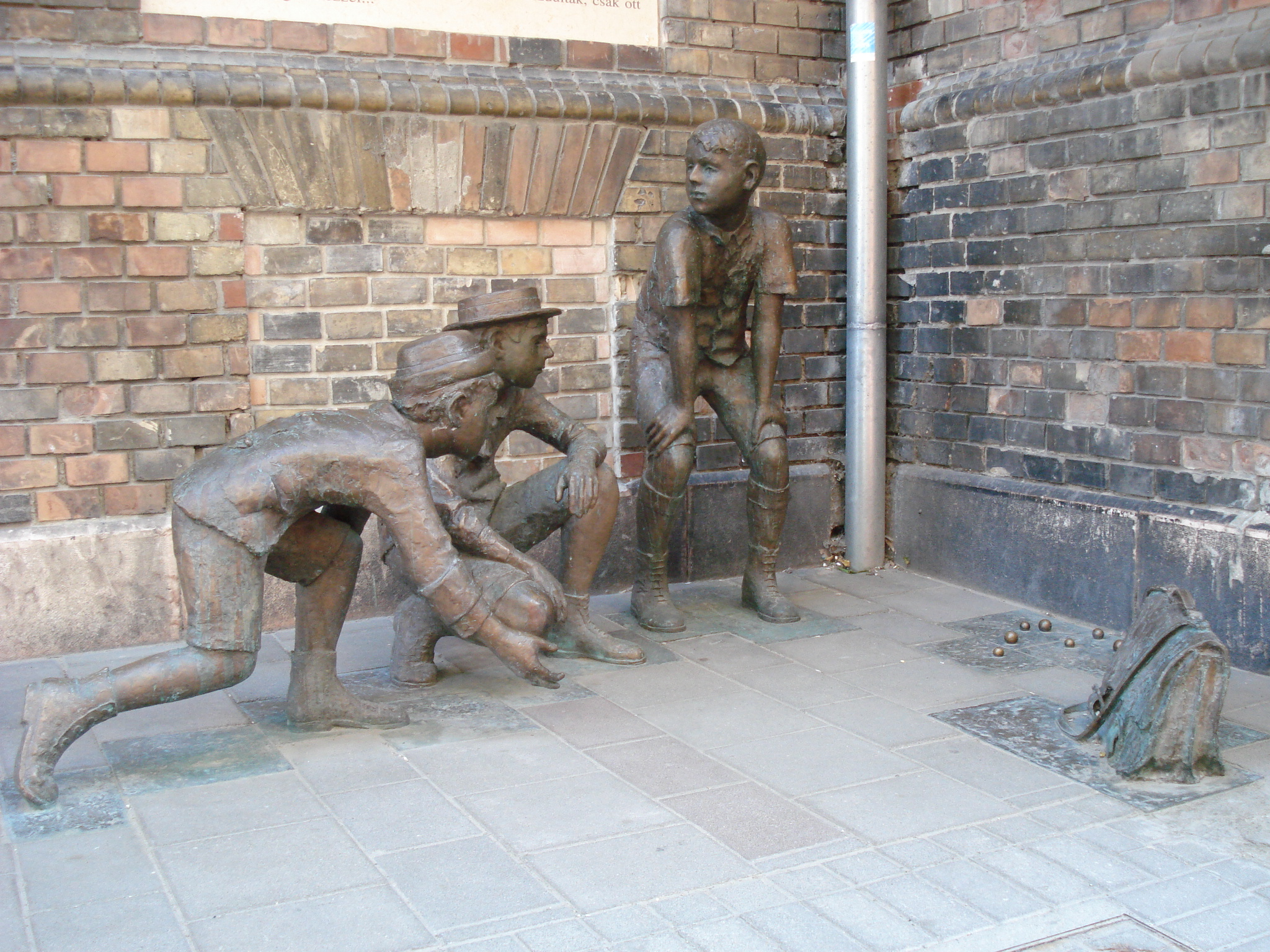
Les Garçons de la rue Paul à Budapest.

### Jeux vidéo
De nombreux jeux vidéo proposent au joueur de contrôler une bille, dont une partie importante de jeux d'adresse.
- Marble Blast
- Marble Madness
- Marble Drop

### Autres jeux
Certains jeux de société utilisent des billes, proposant le plus souvent aux joueurs de les caser dans des trous à forme hémisphérique.
- Dames chinoises.
- Solitaire.
- Abalone, Pentago, Apagos.